# Partition de l'Irlande

Carte de l'Irlande mettant en valeur la séparation entre l'Irlande indépendante (en vert) et l'Irlande du Nord (en jaune-gris). Les traits représentent les frontières des comtés d'Irlande.

La partition de l'Irlande (en anglais : partition of Ireland - en irlandais : críochdheighilt na hÉireann) est la division de l'île d'Irlande en deux territoires distincts : l'Irlande du Nord et l'État d'Irlande indépendant.
La partition survient durant la guerre d'indépendance irlandaise et divise l'île en Irlande du Nord et Irlande du Sud. Organisée par le Government of Ireland Act 1920, elle devient effective le 3 mai 1921. Le 6 décembre 1922, l'Irlande devient indépendante du Royaume-Uni par la création de l'État libre d'Irlande, mais, le lendemain, l'Irlande du Nord quitte le nouvel État pour rester au sein du Royaume-Uni.
Depuis la partition, l'opposition entre les nationalistes partisans de la réunification de l'Irlande et les unionistes défenseurs du maintien de l'Irlande du Nord au sein du Royaume-Uni, est un des enjeux majeurs de la politique nord-irlandaise. La fracture politique a conduit, des années 1960 à la fin des années 1990, à un conflit parfois connu sous le nom de Troubles. Avec l'accord du Vendredi saint en 1998, les gouvernements britannique et irlandais se sont accordés sur le fait que le statut de l'Irlande du Nord ne pourrait être changé qu'avec l'accord d'une majorité de sa population.

## Histoire

### Origines de la partition

#### Contexte
L'île d'Irlande est conquise par le royaume d'Angleterre à partir de la fin du XIIe siècle. Après des révoltes successives s'avérant toutes être des échecs, le Premier ministre britannique William Pitt le Jeune fait voter l'Acte d'Union en 1800 qui intègre l'Irlande dans le Royaume-Uni de Grande-Bretagne et d'Irlande.
Au début du XXe siècle, la question de l'indépendance commence à prendre de l'ampleur. La majorité des Irlandais, derrière Charles Stewart Parnell, réclament le Home Rule, un statut d'autonomie ; certains, dont le Sinn Féin, fondé en 1905 par Arthur Griffith, demandent même l'indépendance totale. Cependant, la minorité protestante d'Ulster parvient à retarder le vote du Home Rule jusqu'en mai 1914, puis, avec la Première Guerre mondiale, le projet est abandonné. À la même époque, le Sinn Féin se dote d'une milice, les Irish Volunteers (« Volontaires irlandais »).
En 1916, tentant de profiter de la guerre pour contraindre les Britanniques à revoir le statut de l'Irlande, les nationalistes irlandais organisent la révolte de Pâques, envahissent le General Post Office de Dublin et proclament la République irlandaise indépendante,. La révolte est écrasée par les Britanniques, qui exécutent la plupart des leaders nationalistes, à l'exception de Eoin Mac Néill, Éamon de Valera et William Cosgrave, qui voient leur peine de mort commuée en prison à vie avant d'être amnistiés en 1917. La répression sanglante du gouvernement britannique choque l'opinion publique irlandaise.
Aux élections de 1918, le Sinn Féin obtient 73 des 105 sièges à pourvoir. En revanche, les unionistes obtiennent la majorité en Ulster en obtenant les 23 sièges (auxquels il faut rajouter 3 sièges gagnés dans le reste de l'Irlande). Les députés nationalistes refusent de siéger au Parlement britannique et constituent le Dáil Éireann, parlement irlandais,. L'assemblée proclame l'indépendance de la République irlandaise et élit De Valera président de la République,. Les Volontaires irlandais se transforment en Armée républicaine irlandaise (Irish Republican Army, IRA) qui entre en guerre contre les forces armées britanniques, qui causera de lourdes pertes dans les deux camps,.

#### Création des deux régions autonomes
Le gouvernement britannique tente d'abord la répression, en organisant dès 1920 des corps spécialités, les Black and Tans, dont les actions entraînent en réponse des actions terroristes de la part de l'IRA. Puis le Premier ministre David Lloyd George change de politique : confronté aux condamnations internationales de la guerre, il se résout à mettre en œuvre le Home Rule : le Parlement britannique vote le Government of Ireland Act qui organise la partition de l'Irlande en deux régions dotées d'un parlement et d'une large autonomie : l'Irlande du Nord, composé des six comtés à dominante protestante et l'Irlande du Sud composé des vingt-six comtés à dominante catholique,,. La partition devient effective en mai 1921.

#### Création de l'État libre d'Irlande et séparation complète des deux régions
Les nationalistes, réclamant l'indépendance, ne sont pas satisfaits du statut d'autonomie : Lloyd George entreprend des négociations avec les Irlandais, et, le 6 décembre 1921, le traité anglo-irlandais est signé à Londres et crée l'État libre d'Irlande, un dominion de la Couronne britannique membre du Commonwealth,. Le traité est ratifié par le Dáil Éireann en janvier 1922,.
Considérant la ratification du traité anglo-irlandais comme une trahison, Éamon de Valera démissionne et prend la tête de l'opposition « républicaine », appuyé par une fraction importante du Sinn Féin et de l'IRA,. Le jeune État se retrouve divisé entre le gouvernement provisoire, dirigé par Michael Collins et soutenu notamment Arthur Griffith (élu président en remplacement de De Valera) et par le clergé catholique, et les plus anciens membres du Sinn Féin refusant la partition de l'Irlande. Aux élections de juin 1922, les pro-traité obtiennent la majorité avec 58 sièges contre 38 aux républicains. La guerre civile irlandaise éclate et durera jusqu'en mai 1923. L'IRA, républicaine, multiplie les attentats ; peu après la mort de Griffith, Michael Collins est assassiné le 22 août. Le Dáil Éireann élit William T. Cosgrave président pour succéder à Griffith. Il rédige la Constitution de l'État libre d'Irlande (en). L'État libre est officiellement créé le 6 décembre 1922, après que l'Irish Free State Constitution Act a reçu sa sanction royale.
L'Irlande du Nord, cependant, dispose d'un droit de retrait du nouvel État. Il est prévu que, si elle décide de rejoindre l'État libre, le Parlement d'Irlande du Nord serait maintenu, en tant qu'assemblée avec un pouvoir dévolu par Dublin ; sinon, l'Irlande du Nord restera au sein du Royaume-Uni selon le statut qu'elle possédait avant la création de l'État libre. Le lendemain de la création de l'État libre d'Irlande, le 7 décembre 1922, l'Irlande du Nord exerce son droit de retrait et quitte l'État libre d'Irlande,.

## Aspects politiques

### Statuts juridiques et revendications
Lors de la partition de l'Irlande en mai 1921, l'île est divisée en deux régions autonomes au sein du Royaume-Uni de Grande-Bretagne et d'Irlande : l'Irlande du Nord et l'Irlande du Sud,,. Le 6 décembre 1922, l'Irlande accède à l'indépendance sous la forme d'un dominion du Royaume-Uni membre du Commonwealth : l'État libre d'Irlande,,. Néanmoins, le lendemain, l'Irlande du Nord choisit de quitter le nouvel État et de rester au sein du Royaume-Uni : seule l'ex-Irlande du Sud accède donc à l'indépendance,.
La constitution de l'Irlande est adoptée en décembre 1937, l'État libre étant alors aboli, puis, en 1949, le pays se proclame officiellement république et quitte le Commonwealth,. La constitution de 1937 revendique comme territoire de l'Irlande l'ensemble de l'île, y compris donc l'Irlande du Nord.
Durant le conflit nord-irlandais, le 24 mars 1972, le Premier ministre britannique, Edward Heath, annonce que le Parlement d'Irlande du Nord est suspendu et que la région passe sous contrôle direct (Direct Rule) de l'État britannique.
Avec l'entrée en vigueur, le 2 décembre 1999, de l'accord du Vendredi saint signé le 10 avril 1998, l'Irlande modifie sa Constitution afin de retirer ses revendications sur l'Irlande du Nord, et le Royaume-Uni met fin au Direct Rule.

### Frontière

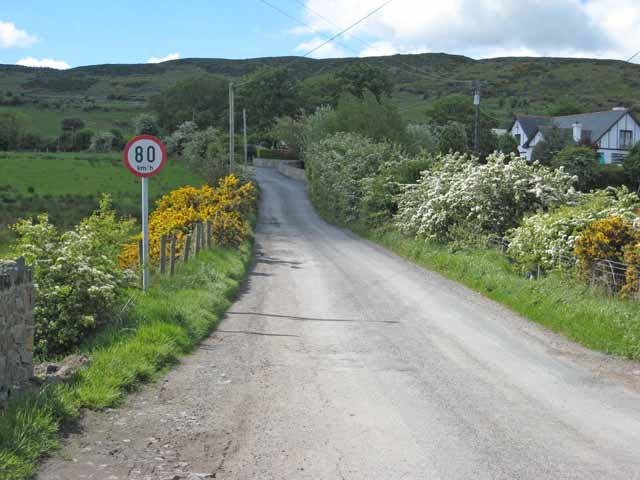
Un point de passage sans démarcation visible, vu d'Irlande du Nord, le passage dans l'État d'Irlande étant indiqué par le panneau de limitation de vitesse en km/h.

Contrairement à une rumeur persistante, la partition ne s'est pas seulement faite sur des bases confessionnelles, mais bien à cause d'un mélange d'intérêts religieux, économiques et surtout d'équilibre politique : l'Irlande du Nord, est composée de six comtés et l'Irlande du Sud composé de vingt-six comtés.
Historiquement la province de l'Ulster (future Irlande du Nord) se composait de 9 comtés dont seulement 4 étaient clairement à majorité protestante contre 5 à majorité catholique. Cependant, dans la perspective d'une partition, l'Irlande du Nord devait être dominée par les protestants mais économiquement viable, ce qui rendait la partition délicate, et la conciliation de ces deux impératifs (domination d'une communauté sur une autre et réalisme économique) a trouvé une solution pour le moins boiteuse : 3 des 5 comtés à majorité catholique de l'Ulster furent donc attribués à l'Irlande du Sud pour s'assurer d'une supériorité numérique des protestants. James Craig, leader des unionistes, déclare sans ambages en 1920 : « Dans un parlement avec 9 comtés et 64 membres, la majorité unioniste serait seulement de 3 ou 4 sièges ; Mais dans un parlement à 6 comtés avec 54 membres la majorité unioniste devait être de 10 sièges environ ».
Les auteurs de la partition ont délibérément renoncé à respecter les frontières historiques de l'Ulster pour assurer une sur-représentation politique à la communauté protestante unioniste.